# 公民館主事
公民館主事（こうみんかんしゅじ）とは、社会教育法第27条で規定された「主事」の通称である。法的に定められた資格や職業ではない。
1959年、社会教育法改正に伴い、公民館主事は任意設置とされ、実際に設置するか否かは地方自治体の判断に委ねられた。この改正に伴い、国は「「公民館の設置及び運営に関る基準」において、館長と専任の主事も必置とし、その数を増やすことを推奨したが、2003年の同基準では、主事の設置もその設置数も公民館を設置する市町村の判断に委ねた。そのため、2005年時点で、専任の公民館主事は、公民館職員総数の1割程度、専任率は3割程度、1施設あたり平均0.3人の設置に留まる。
市町村立の公民館におかれる公民館主事は、教育長の推薦により、市町村の教育委員会が任命する。しかし、教育委員会に採用権・人事権はないため、行政職員として採用された後、人事異動で教育委員会に出向して公民館の主事となり、数年後に再び行政職へ戻るのが一般的である。
2003年告示の「公民館の設置および運営に関する基準」では、主事は「社会教育に関する識見と経験を有し、かつ公民館の事業に関する専門的な知識及び技術を有する者」を充てるとされる。しかし、指導系職員としての専門性を根拠づける法的根拠はなく、特別な資格や経験は求められない。